# Quarta (musica)
Quarto grado della scala diatonica e, nello stesso tempo, intervallo che comprende quattro gradi della stessa.
- La quarta giusta (Do - Fa) contiene 2 toni interi e un semitono diatonico (ovvero cinque semitoni).
- La quarta diminuita (Do - Fa♭) un tono e due semitoni diatonici.
- La quarta aumentata (Do - Fa♯) tre toni, la qual cosa, ha dato a questo intervallo il nome di tritono.
- Si chiamano altresì:
  - quarta più che diminuita l'intervallo Do - Fa♭♭, e Do♯ - Fa♭; che contengono tre semitoni diatonici;
  - quarta più che eccedente, gli intervalli Do - Fa♯♯ e Do♭ - Fa♯ che contengono tre toni e un semitono cromatico.

Secondo un'altra classificazione, adottata da Halévy e dai suoi seguaci, l'intervallo di quarta giusta è chiamato quarta minore, la quarta aumentata o tritono è chiamata quarta maggiore. La quarta diminuita conserva il suo nome e la quarta più che aumentata è chiamata quarta aumentata.
Le denominazioni di maggiore e minore, non si giustificano, però dato che questi intervalli restano immutati, nei due modi della musica moderna. Il movimento melodico di quarta, come quello di quinta è uno dei più naturali e più diffusi in ogni epoca, soprattutto andando da una dominante armonica, sulla sua fondamentale allo stato acuto.
Nel canto gregoriano è molto frequente sia ascendendo che discendendo:

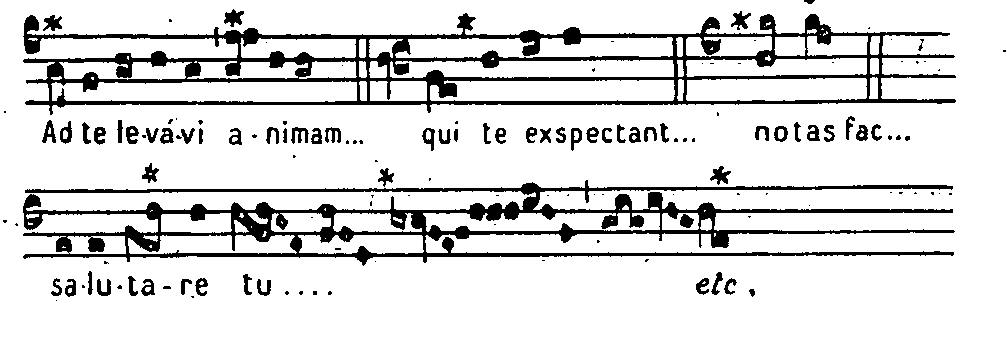
Missa per la prima domenica dell'avvento

progressione per quarte

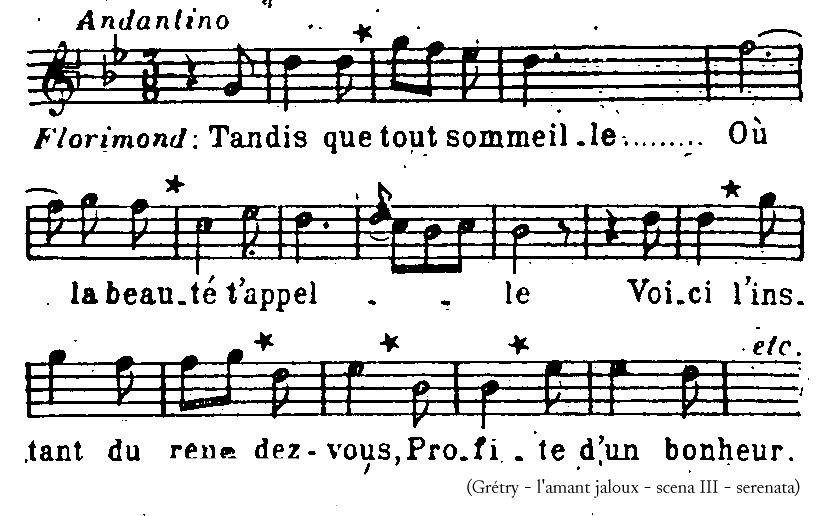
progressione per quarte

Ugualmente nel XVIII secolo:

## Consonanza della quarta
L'intervallo di quarta giusta eseguito in un registro sufficientemente alto risulta consonante all'orecchio, ma non si tratta di una vera e propria consonanza: in un registro basso o se l'intervallo è realizzato da note distanti (ad es. l'intervallo di undicesima) la quarta è molto dissonante. Va trattata come dissonanza nella condotta a due parti.
Durand la classifica con buone argomentazioni tra le consonanze invariabili (nei due modi), essendo uguale al maggiore e al minore, mentre altri la mettono tra le "consonanze miste", o "consonanze appellative", ma questi ultimi termini non hanno avuto fortuna e non sono stati adottati. 
Nel contrappunto rinascimentale è considerata un intervallo dissonante tra una parte qualsiasi e il basso. È invece permessa tra due parti interne, anche in successione. Tipica è infatti la figura del falsobordone, una successione di intervalli per moto congiunto (spesso discendente) in cui le due voci superiori si muovono in modo consonante rispetto al basso, con una successione di terze e seste parallele, ma con una successione di quarte tra di loro. Tuttavia è bene tenere presente che nel contrappunto a tre parti si evita di sillabare l'intervallo di quarta, per evitare di porre un accento in una situazione considerata al limite della consonanza, che a tre parti risulta particolarmente evidente anche all'ascolto. Per le stesse ragioni nel contrappunto doppio all'ottava la quinta non può considerarsi come un intervallo consonante, dal momento che rivoltate le parti darebbe origine ad una quarta con il basso.